# 単皇后
単皇后（ぜんこうごう、? - 310年）は、前趙の光文帝劉淵の2番目の皇后。父は単徴。

## 生涯
氐族首長である単徴の娘である。
308年、単徴の勢力は漢（のちの前趙）に帰順する。単氏が劉淵の下に嫁いだ時期は不明であるが、劉乂を産んだ時期を考慮すると、308年よりは前であると伝わる。
310年1月、劉淵により皇后に立てられた。7月、劉淵が逝去すると、太子劉和が後を継ぐも、その異母弟劉聡、劉乂らを誅殺しようとして返り討ちに遭い、わずか1か月で捕らえられて処刑された。その後を継いだ劉聡は、単氏を貴んで皇太后に立て、単氏の息子である劉乂が皇太弟に立てられた。
9月、単氏は容姿端麗であったために、劉聡は彼女を自らの後宮に入れた。匈奴の風習では、父が死んだ際、父の妻妾（実母は除く）を子が娶ることを許されていた。しかし漢族の文化では、父の妻妾を息子が娶ることは実母との近親相姦に匹敵する不道徳と見なされていた。そのために、劉乂は何度も母と兄に交わるのを止めるよう諌めた。単氏は思い悩んだ末に自殺した。劉聡は彼女の死を大いに嘆き悲しみ、これ以降、劉乂への寵愛が衰えることになった。

## 男子
- 劉乂

## 伝記資料
- 『晋書』劉聡載記
- 『資治通鑑』